# Global Communication
Global Communication es un grupo de música electrónica, compuesto por Tom Middleton y Mark Pritchard.  Su álbum de debut, 76:14, es uno de los discos de música ambient más aclamados de los años 1990.
Más allá de su trabajo como Global Communication, también han grabado bajo otros seudónimos como Jedi Knights, Secret Ingredients, The Chameleon, Link & E621 y Reload. Han hecho múltiples remixes para diferentes artistas bajo diferentes alias, entre los que se incluyen remezclas de temas como "On" de Aphex Twin en 1993 y "Home" de Depeche Mode en 1997. También son fundadores de los sellos discográficos Evolution Records y Universal Language Productions.
Pritchard también ha grabado como Link, Harmonic 313, Troubleman, NY Connection, William Parrott, y Roberto Edwardo Turner (The Returner). Otros proyectos en los que ha participado son Harmonic 33 y Use of Weapons con Dave Brinkworth, Series 7 con Stephen Horne, Shaft con Adrian Hughes, Vertigo con Danny Breaks, The 28 East Boyz con Kevin Hann, Chaos & Julia Set con Dominic Fripp, Mystic Institute con Paul Kent, Pulusha con Kirsty Hawkshaw y Africa HiTech con Steve Spacek.
Middleton también ha grabado como Cosmos, AMBA, The Modwheel, The Rebus Project, Schizophrenia, E621y Spiritcatcher. Ha colaborado con Matthew Herbert y Mark Darby, publicando el EP homónimo bajo el nombre de grupo Fog City. Como Schizophrenia, Middleton colaboró con Aphex Twin en un tema del EP Analogue Bubblebath.

## Discografía
Como Global Communication:
- Keongaku EP (1992)
- Pentamerous Metamorphosis (1993)
- 76:14 (1994)
- Maiden Voyage (2xEP) (1994)
- Remotion: The Global Communication Remix Album (1995)
- The Way/The Deep EP (1996)
- The Groove EP (1997)
- Pentamerous Metamorphosis (1998 re-release)
- 76:14 Reedición remasterizada en el 10 aniversario (2xCD) (2005)
- Fabric 26 (DJ Mix 1/2 de Mark Pritchard, 1/2 de Tom Middleton) (2006)

Como Reload (al principio, proyecto en solitario de Mark Pritchard, posteriormente incluye a Tom Middleton):
- Reload EP (1992) - (remasterización/reedición 2006)
- Auto-Reload EP (1992) - (remasterización/reedición 2006)
- Amenity EP/Cyberdon EP (Reload Remixes) (1993) - (Cyberdon remasterización/reedición : 2007)
- A Collection of Short Stories (1993)
- Archives EP (1997)

Como Reload & E621:
- Auto-Reload EP (1992)
- Auto-Reload EP Vol. 2 (1993)
- The Biosphere EP (1993)
- Evolution remasterización/reedición de Reload EP, Auto-Reload EP y The Biosphere EP (3x12") (2006)

Como Link (Mark Pritchard en solitario):
- The First Link EP (1992) - (remasterización/reedición : 2007)
- The Augur EP (1993) - (remasterización/reedición : 2007)

Como Link & E621:
- Antacid EP (1995)

Como The Chameleon:
- Links EP (1995)

Como Secret Ingredients:
- New York New York (1996)
- Chicago Chicago (1996)

Como Jedi Knights:
- New School Science (1996)
- The Big Ones EP (1997)
- Return of the Jedis (Promo) (1999)
- Jedi Selector (2000)

Evolution Records Compilation:
- The Theory of Evolution (1995)

Remixes como Global Communication:
- The Biosphere [Global Communication Remix] - Reload & E621 (1993)
- Arcadian [Global Communication Remix] - Link (1994)
- Natural High [Global Communication Re-Take] - Warp 69 (1994)
- Wild Horse [Global Mix Communication] - Nav Katze (1994)
- Rollercoaster [The Global Communication Yellow Submarine Re-Take] - The Grid (1994)
- Evolution Of The Beast (Part 2) [Global Communication Mix] - Palmskin Productions (1994)
- Ride [Global Communication Dub Mix] - Soft Ballet (1995)
- Bless This [Global Communication Mix] - Jon Anderson (1995)
- Amor Real [Global Communication Mix] - Jon Anderson (1995)
- Jazz Carnival [Global Communication's Space Jazz Mix] - Azymuth (1996)
- Civil War Correspondent [Global Communication Mix] - PJ Harvey & John Parish (1996)
- Aspirin [Global Communication Remix] - Sensorama (1996)
- Gorecki [Global Communication Mix] - Lamb (1997)

Remixes como Reload:
- In Mind [The Reload 147 Take] - Slowdive (1993)
- On [Reload Remix] - Aphex Twin (1993)
- Crazy Dream [The Reload Retro 313 Future Memory Mix] - Nav Katze (1994)
- Visual Cortex [The Reload Re-Difinition] - Schaft (1994)

Remixes como Jedi Knights:
- Antacid [Jedi Knights Remix] - Link & E621 (1995)
- Absorber [Jedi Knights Remixes 1 & 2] - Bomb The Bass  (1995)
- The Flow [Jedi Knights Remix] - Model 500 (1995)
- Home [Jedi Knights Remix] - Depeche Mode (1997)
- Afrika Shox [Jedis Elastic Bass Remix] - Leftfield (1999)
- Jumbo [Jedis Electro Dub & Sugar Hit Remixes] - Underworld (1999)

Remixes como The Chameleon:
- Evolution Of The Beast (Part 1) [The Chameleon Remix] - Palmskin Productions (1994)
- Amazon Amenity [The Chameleon Remix] - Link (1995)